# Lam Research
Lam Research Corporation – amerykański dostawca sprzętu do produkcji półprzewodników i powiązanych usług dla przemysłu półprzewodnikowego. Produkty firmy są głównie wykorzystywane w procesie obróbki wafli w procesach front-end, który obejmuje etapy tworzenia aktywnych komponentów układów półprzewodnikowych (tranzystory, kondensatory) oraz ich połączeń. Firma produkuje również urządzenia do pakowania wafli krzemowych oraz na potrzeby powiązanych rynków produkcyjnych, np. dla mikroukładów elektromechanicznych.
Lam Research został założony w 1980 przez Davida K. Lama. W 2023 r. był to trzecim co do wielkości producentem w rejonie Bay Area, po Tesli i Intuitive Surgical.